# Taux de prothrombine
Le taux de prothrombine (TP, PR ou Prothrombin Ratio en anglais) est un examen de biologie médicale utilisé pour évaluer la coagulation sanguine. Il en explore la voie extrinsèque impliquant les facteurs de coagulation suivants (appelés complexe prothrombinique) : facteur I (fibrinogène), facteur II, facteur V, facteur VII et facteur X.
Il s'agit d'une expression en pourcentage du temps de Quick d'un groupe de patients normaux utilisés comme groupe témoin, ce qui permet de minimiser les biais liés aux modes de mesure des laboratoires.
Dans la pratique médicale, l'INR (International Normalized Ratio), dérivé du taux de prothrombine, doit être utilisé, en particulier pour adapter les doses d'antivitamine K. Compte tenu de la variation fréquente de la capacité de coagulation durant un traitement par antivitamine K, une mesure mensuelle de l'INR est recommandée par la Haute Autorité de Santé et leurs équivalents dans les autres pays.
Avec le temps de céphaline activé et la numération de plaquettes, le taux de prothrombine est l'un des trois examens sanguins de dépistage d'une anomalie de la coagulation sanguine. Il est en particulier fait avant toute chirurgie ou acte comportant un risque d'hémorragie.

## Mesure du taux de prothrombine
Il se fait par une simple prise de sang, le patient n'ayant pas besoin d'être à jeun. Le résultat peut être disponible en moins d'une heure.
Le taux de prothrombine est la transformation d'un temps de coagulation (temps de Quick) en pourcentage. Le temps de Quick est réalisé en mettant en présence un plasma citraté (donc anticoagulé par chélation des ions calcium) avec un réactif : la thromboplastine calcique, qui joue le rôle d'activateur tissulaire de la coagulation. Le plasma coagule et le temps obtenu s'appelle le temps de Quick.
Pour transformer le temps de Quick en taux de prothrombine (conversion très spécifique à la France), on se réfère à une droite de conversion construite par chaque laboratoire avec ses réactifs. On réalise les temps de Quick pour des plasmas témoins que l'on dit avoir un taux de prothrombine (TP) à 100 % et les temps de Quick pour des plasmas dilués (TP à 50 % et 25 %). On obtient ainsi une droite qui permet ensuite de transformer chaque TQ en TP.

### Mesure du temps de Quick
Le temps de Quick est le temps de coagulation d'un plasma sanguin citraté, déplaquetté et recalcifié en présence de thromboplastine calcique (contenant du facteur tissulaire et des phospholipides en large excès). Ce temps est exprimé en secondes par rapport au temps obtenu pour un plasma témoin (moyenne d'une cinquantaine de patients normaux).

### Détermination du taux de prothrombine
Ce résultat en pourcentage est obtenu en reportant le temps de Quick obtenu pour le plasma à tester sur la droite de Thivolle (obtenue en testant des dilutions successives d'un plasma témoin normal). L'activité du plasma normal étant par définition de 100 %, celle du plasma normal dilué au demi de 50 %, etc. Ce taux de prothrombine a le principal défaut de varier suivant le réactif utilisé, c'est pourquoi on préfère se baser sur l'INR pour pouvoir comparer des mesures répétées chez un même patient.

### Calcul de l'INR
Pour les articles homonymes, voir INR.
L'INR (International Normalized Ratio, parfois dénommé « rapport normalisé international » en français) est réservé à la surveillance des traitements anticoagulants oraux par antivitamines K (AVK).
Il est calculé comme suit :
{\displaystyle {\text{INR}}=\left({\frac {{\text{TQ}}_{\text{patient}}}{{\text{TQ}}_{\text{témoin}}}}\right)^{\text{ISI}}}
Avec :
- {\displaystyle {\text{TQ}}_{\text{patient}}} : le temps de Quick mesuré pour le plasma du patient à tester ;
- {\displaystyle {\text{TQ}}_{\text{témoin}}} : le temps de Quick témoins (TP = 100 %) ;
- {\displaystyle {\text{ISI}}} : l'indice de sensibilité international spécifique du réactif thromboplastine utilisé.

L'INR n'a pas d'unité. Il est, par définition, indépendant du réactif utilisé, et plusieurs mesures successives, faites dans des laboratoires différents ou avec des machines d'automesure, sont du même ordre de grandeur.

## Automesures
L'INR peut être mesuré par le patient lui-même en quelques secondes à l'aide d'un prélèvement capillaire sanguin fait au bout d'un doigt, de bandelettes réactives et d'un appareil lecteur de ces dernières. Dans de nombreux pays, les mesures d'INR en clinique de coagulation sont également faites par prélèvement d'une goutte capillaire et le même type d'appareil, et le résultat est fourni en quelques secondes.
En France, selon la HAS, 900 000 patients prenaient des anticoagulants Antivitamine K en 2008 et devaient faire une mesure d'INR au moins une fois par mois, dans la plupart des cas prise en charge à 100% par Securité Sociale, si la mesure est faite en laboratoire. Et le nombre de patients augmente compte tenu du vieillissement de la population. En 2013, il y avait ainsi 1,5 million de patients sous anticoagulants dont 1,14 sous Antivitamine K.
L'Automesure présente de nombreux avantages pour le patient sous anti-coagulant, le patient sous anti-coagulant antivitamine K devant faire au moins une mesure d'INR par mois :
1. Différentes études montrent que les risques sont diminués pour le patient sous anti-coagulant par rapport au suivi traditionnel
2. Il simplifie la vie du patient, en particulier pendant les voyages à l'étranger (difficulté de trouver un laboratoire, difficulté de contacter son médecin traitant)
3. Il rassure le patient qui maîtrise alors son traitement
4. Il est préférable à la prise de sang quand les veines sont abîmées.

Dans la plupart des pays développés, l'automesure est prise en charge par la sécurité sociale, sauf en France où cette prise en charge est limitée aux patients de moins de 18 ans:
1. Aux États-Unis, Medicare prend en charge l'automesure pour les porteurs de valves mécaniques depuis 2002. Cette prise en charge a été généralisée en 2008 pour tous les patients sous anti-coagulants depuis plus de trois mois[4].
2. La sécurité sociale des pays suivants prend à sa charge l'automesure[5]: Autriche, Allemagne, République tchèque, Danemark, Espagne, Grèce, Italie, Luxembourg, Pays-Bas, Suède, Suisse et Royaume-Uni.

En Allemagne, la sécurité sociale considère qu'un patient qui pratique l'automesure coûte environ 35% moins cher qu'un patient bénéficiant d'un suivi traditionnel.
En France, la dernière étude de la Haute Autorité de Santé date de 2008. Dans sa conclusion, le rapport indique :
1. "Le groupe de travail est favorable au développement des dispositifs d’autosurveillance de l’INR chez l’ensemble des patients traités par AVK pendant plus d’un an en France, avec la mise en place d’un programme d’éducation thérapeutique"
2. "Dans les conditions actuelles, la HAS ne recommande pas la prise en charge des dispositifs d’automesure de l’INR par l’assurance maladie, dans le cadre d’une autosurveillance des patients adultes traités par AVK"

Par ailleurs, contrairement à la mesure de l'INR en laboratoire et à l'automesure de la glycémie qui sont exonérés de TVA, l'automesure de l'INR est soumise à la TVA de 20%.
L'intérêt de cette technique sur la diminution des accidents thrombotiques ou des hémorragies reste limitée aux patients formés et aptes,.
Finalement, la Haute Autorité de Santé recommande le 10 janvier 2017 le remboursement d'un dispositif d'automesure de l'INR pour les patients porteurs de valves cardiaques mécaniques, après une formation.
Un décret du 28 juillet 2017 permet son remboursement à compter du 15 août 2017

## Valeurs cibles

### Du temps de Quick
Le temps de Quick normal se situe entre 11 et 13 secondes.
Comme ces valeurs sont très précises, il est difficile de les interpréter. C'est pour cela que l'on associe souvent le temps de Quick à la mesure du taux de prothrombine.

### Du taux de prothrombine
Le TP est normalement compris entre 70 et 100 %.
Le foie est l'organe producteur des protéines « facteurs de coagulation sanguine ».Celui d'un nouveau-né ne produit que 30 % du taux optimal. Il n'optimalise son fonctionnement que le 7e jour après la naissance où ce taux atteint 100 %, le 9e jour, ce taux est aussi à 100 % et il décroît très lentement tout au cours de la vie. Seul le 8e jour, le taux de fabrication de ces protéines atteint 110 % ou même parfois 115 %.[réf. nécessaire]
Une diminution du TP (un allongement du temps de Quick) peut être observé lors de :
- déficits congénitaux en facteurs du complexe prothrombinique ;
- insuffisance hépato-cellulaire (cirrhose, hépatite, etc.) ;
- déficit en vitamine K ou prise d'antivitamines K ;
- fibrinolyse ;
- coagulation intravasculaire disséminée (CIVD).
- transfusion massive

### De l'INR
Chez les personnes saines, l'INR a des valeurs se situant entre 0,8 et 1,2.
Chez les personnes traitées par anticoagulants oraux anti-vitamines K, la valeur cible d'INR (celle souhaitée pour obtenir l’efficacité thérapeutique) est le plus souvent de 2,5; l'intervalle toléré est alors compris entre 2 et 3, mais il s'étend parfois jusqu'à 4 voire 4,5 en cas de prothèse cardiaque ou de prévention des thromboses artérielles.
L'intervalle thérapeutique défini par le médecin traitant, en fonction des recommandations de l'ANSM, doit permettre d'éviter les complications thrombotiques liées à un INR trop bas et les risques hémorragiques liés à un INR trop élevé.